# Subirusdoistiozin
Subirusdoistiozin é uma canção gravada pelo rapper paulistano Criolo em 2010.

## LP Single

### Lado A
1. Subirusdoistiozin
2. Subirusdoistiozin Instrumental

### Lado B
1. Grajauex
2. Grajauex Instrumental